# Триллиум яйцевидный
Триллиум яйцевидный (лат. Trillium ovatum) — травянистое растение; вид рода Триллиум семейства Мелантиевые (Melanthiaceae). Произрастает в западной части Северной Америки.

## Описание

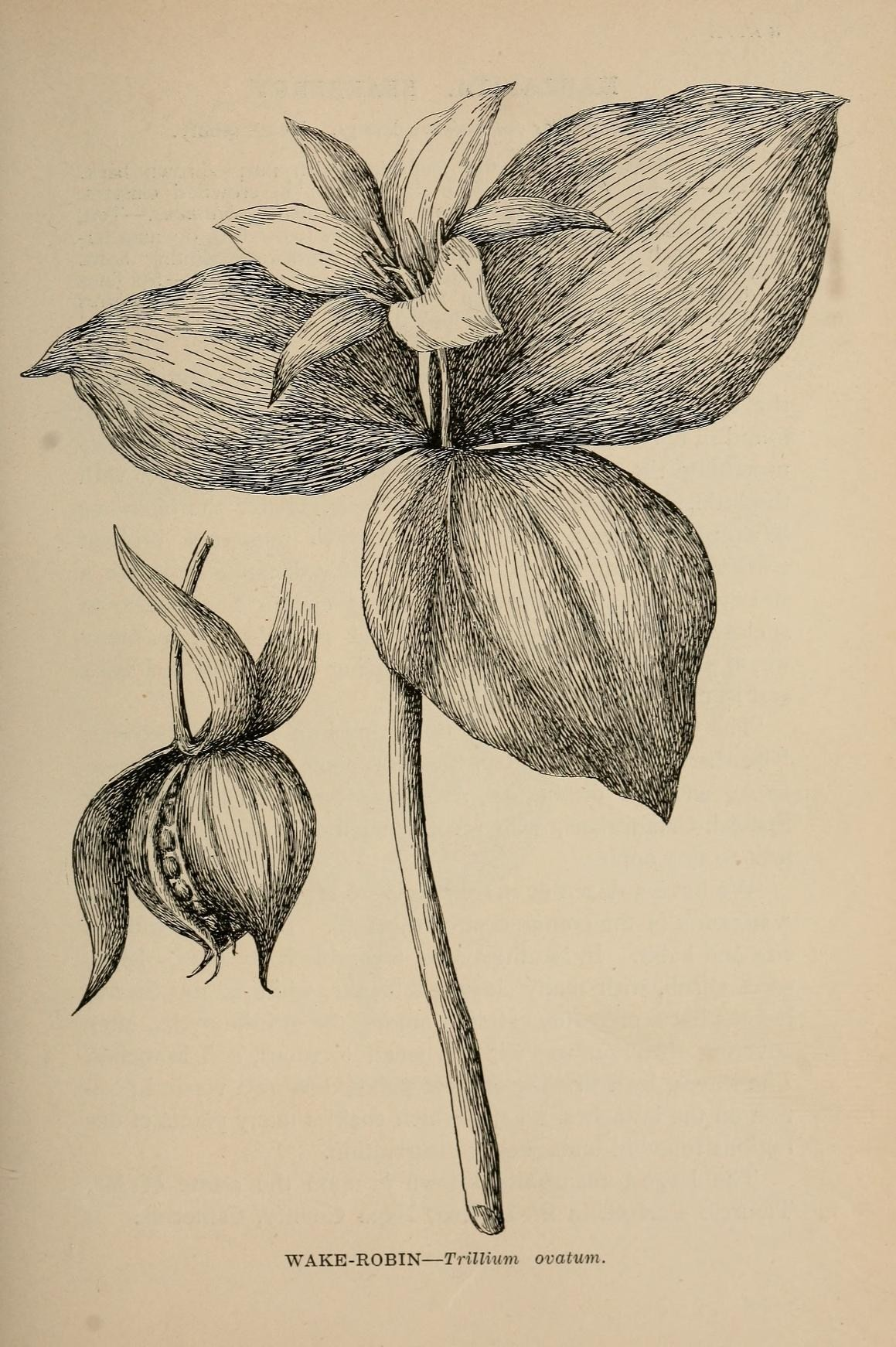
Цветок и плод. Иллюстрация 1902 года.

Это наиболее эффектный и самый распространённый из триллиумов западной части Северной Америки. Сильно варьирует в пределах своего ареала. Похож на T. grandiflorum восточной части Северной Америки. Помимо географического положения эти два вида сложно различить.
Триллиум яйцевидный — многолетнее травянистое растение, разрастающееся корневищами. У зрелого растения один или два цветущих стебля длиной от 20 до 50 см. Листья овально-ромбические длиной от 7 до 12 см и шириной от 5 до 20 см.
Цветок сидит на цветоножке длиной от 2 до 6 см. Чашелистики имеют длину от 15 до 50 мм и ширину от 6 до 20 мм. Лепестки длиной от 15 до 70 мм и шириной от 10 до 40 мм. Как правило, новый цветок — белый, с возрастом становится розовым, но в районе Каньона Смит-Ривер в северной Калифорнии и южном Орегоне лепестки становятся почти янтарно-красными.

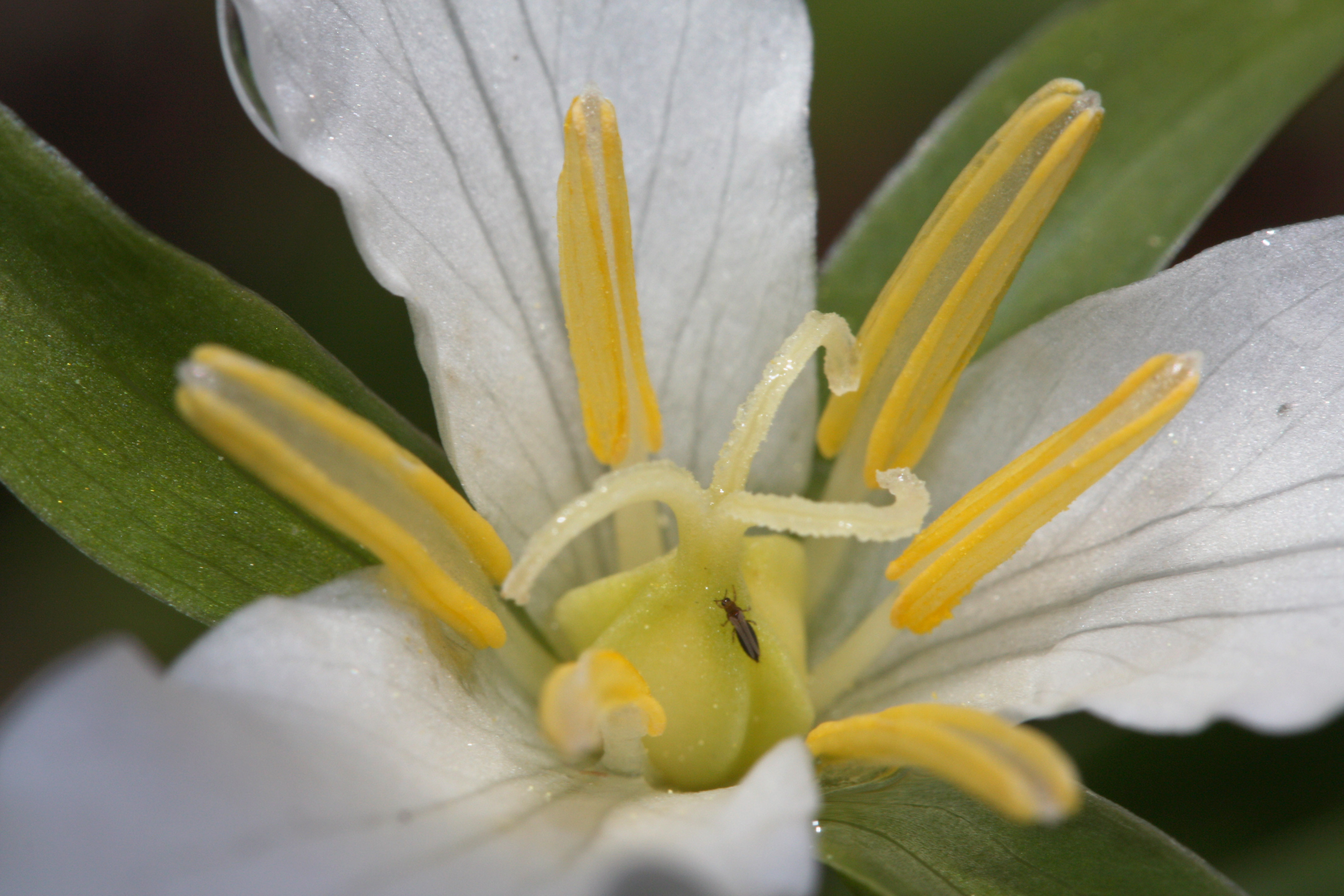
Жёлтые пыльники длиной 4-16 мм находятся на тонких белых тычиночных нитях
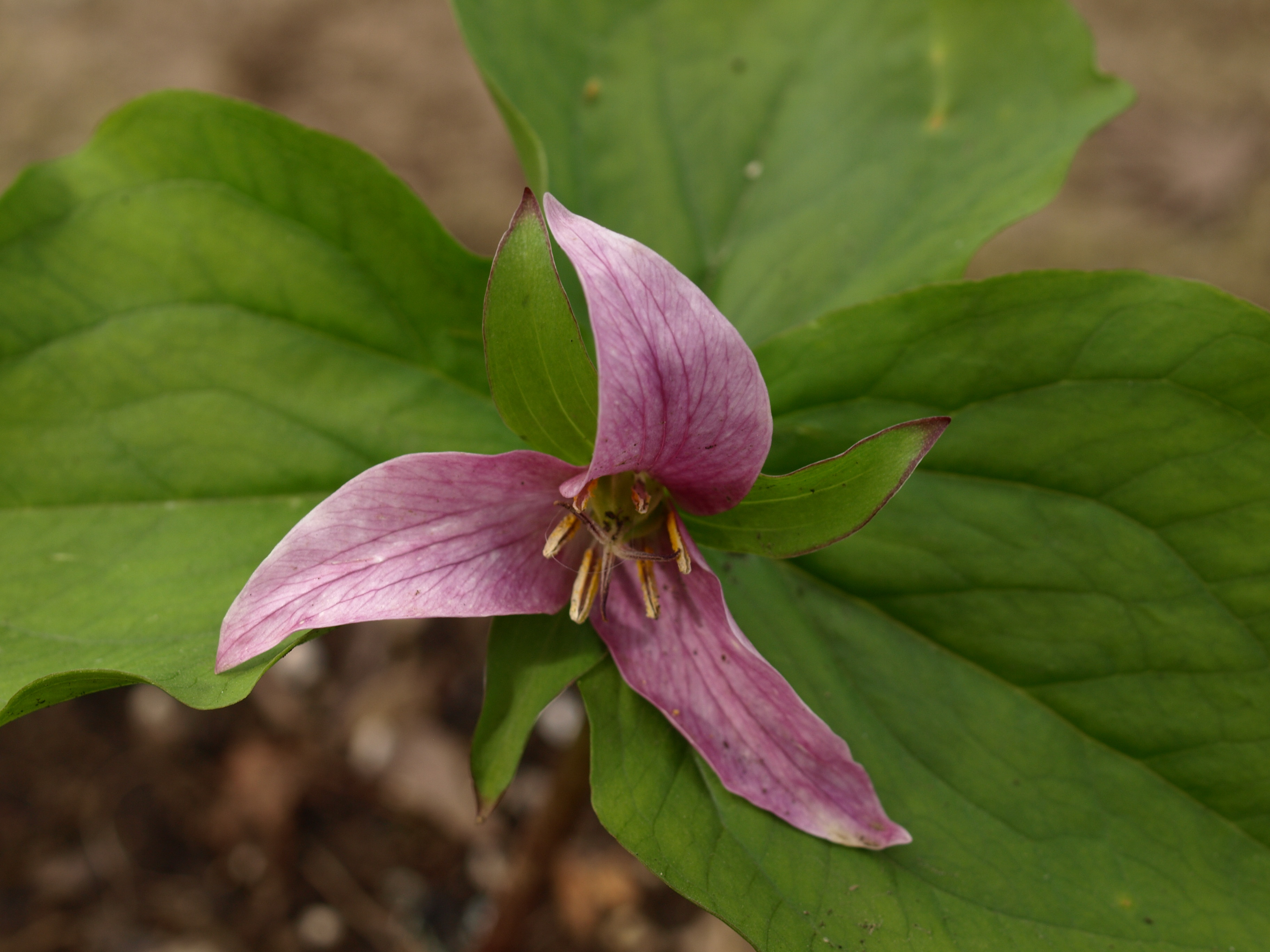
С возрастом цветок становится розовым

## Таксономия
Типовой образец вида был собран Мериуэзером Льюисом в 1806 году вдоль реки Колумбия во время возвращения экспедиции Льюиса и Кларка. Описан в 1814 году немецко-американским ботаником и натуралистом Фредериком Трауготтом Пуршем во Flora Americae Septentrionalis. Видовой эпитет — от латинского слова ovatum, означающих «яйцевидный», который относится к цветочным лепесткам.

## Распространение
Произрастает в западной части Северной Америки, от южной части Британской Колумбии и оконечности юго-западной Альберты до центральной Калифорнии, на восток до Айдахо и западной Монтаны. Отдельные популяции находятся в северном Колорадо и южном Вайоминге.

## Местообитание и экология
Триллиум яйцевидный часто встречается в хвойных и смешанных хвойно-лиственных лесах, внутри и вокруг ольховых зарослей и кустарников. Вдоль побережья Калифорнии обычно встречается в секвойных и смешанных вечнозелёных лесах. На перевале Лоло в штате Монтана растёт в еловых рощах и рощах Дугласовой пихты вдоль горных ручьёв.
Цветёт в конце февраля в южной части ареала и в марте-апреле — в других местах. Когда Trillium grandiflorum полностью расцветает в восточной части Северной Америки, триллиум яйцевидный уже отцветает. По-видимому, последнему не хватает зимостойкости, чтобы процветать к востоку от континентального водораздела.